# Żona fil-Baħar madwar Għawdex
Żona fil-Baħar madwar Għawdex este o arie protejată (arie de protecție specială avifaunistică — SPA) din Malta întinsă pe o suprafață de 55.632,51 ha, integral marine.

## Localizare
Centrul sitului Żona fil-Baħar madwar Għawdex este situat la coordonatele 36°02′41″N 14°16′43″E / 36.0448°N 14.2786°E.

## Înființare
Situl Żona fil-Baħar madwar Għawdex a fost declarat arie de protecție specială avifaunistică în noiembrie 2016 pentru a proteja 2 specii de animale.

## Biodiversitate
Situată în ecoregiunea marină mediteraneană, aria protejată nu include niciun habitat protejat.
La baza desemnării sitului se află mai multe specii protejate de  păsări (2): Calonectris diomedea, Puffinus yelkouan.